# غوكتشه بهادر
غوكتشه بهادر (بالتركية: Gökçe Bahadir)‏؛ (9 نوفمبر 1981  -)، ممثلة تركية. تخرجت من قسم الإذاعة والتلفزيون بأكاديمية إسطنبول. وتعلمت التمثيل في مركز موجدت جزن الفني. ومن جهة أخرى أذاعت برنامجاً إذاعياً في قناة فناربخشه إف إم. وبعد تخرجها من المدرسة أذاعت غوكتشه بهادر برنامج يٌدعى " VJ’lik " على قناة «بيست تي في» ثم بعد ذلك أذاعت برنامجاً في قناة «شو تي في». وقد مثلت غوكتشه بهادر جزءاً من المسلسلات في تلك الفترة مثل «الحياة حلوة ، ومهد الترتيبات والورود المختومة». ومثلت غوكتشه بهادر شخصية توبرو في مسلسل علوم الحياة ثم اشتهرت لدى العديد من الجماهير. ثم بعد ذلك أذاعت غوكتشه بهادر برنامجاً للأطفال يٌدعى «جوجو» حيث أنه بُث على شاشة قناة «ديجي تورك». وجسدت غوكتشه بهادر شخصية ليلى في مسلسل الاوراق المتساقطة.

## حياتها الخاصة
تزوجت غوكتشه بهادر بعلي سونال لفترة من الوقت. وتطلقت من زوجها في 23 فبراير عام 2012.

## فيلموغرافي

### مسيرتهاالفنية

#### السينما
| العام | الاسم       | الدور  | ملحوظات           |
| ----- | ----------- | ------ | ----------------- |
| 2011  | أسلاف جدي   | نوردان | دور مساعد         |
| 2017  | الحب النائم | يونسي  | ممثلة دور البطولة |

#### التلفزيون
| العام       | الاسم                 | الدور       | ملحوظات           |
| ----------- | --------------------- | ----------- | ----------------- |
| 2001        | الحياة حلوة           | فولدين      | ممثلة جزء         |
| 2002        | مهد الترتيبات         |             | ممثلة جزء         |
| 2003        | الورود المختومة       | أوكشان      | ممثلة جزء         |
| 2003- 2005  | علوم الحياة           | توربو ياليز | ممثلة مساعدة      |
| 2004        | قتل في طريق إلى القصر |             | فيلم تلفزيوني     |
| 2005        | لا يزال حبي           |             |                   |
| 2006 - 2010 | الأوراق المتساقطة     | ليلى تكين   | دور مساعد         |
| 2009        | قطيفة ابنة هيرتشين    | قطيفة       | فيلم تلفزيوني     |
| 2011        | بدونك مستحيل          | بيجوم       | دور مساعد         |
| 2012        | خمسة من خمسة          | عزيزة       | ممثلة فصل         |
| 2012 - 2013 | المدينة المفقودة      | أيسل        | ممثلة دور البطولة |
| 2013        | ليبقى في بيننا        | ياديجار     | ممثلة دور البطولة |
| 2015        | تذكر يا قلبي          | جونول       | ممثلة دور البطولة |
| 2017        | الأسطورة              | بهار        | ممثلة دور البطولة |
| 2018-2017   | جرائم صغيرة           | أويا        | ممثلة دور البطولة |

## الجوائز

### جوائز هامة
| العام | الجائزة                                               | التصنيف                             | مسلسل - فيلم     | الوضع |
| ----- | ----------------------------------------------------- | ----------------------------------- | ---------------- | ----- |
| 2012  | جامعة بيلكنت                                          | أفضل ممثلة مساعدة                   | أسلاف جدي        | فازت  |
| 2012  | الجوائز السينمائية والمسرحية لصدري أليشيك السابعة عشر | أفضل ممثلة مساعدة                   | أسلاف جدي        | مرشح  |
| 2012  | جائزة سياد الرابعة والأربعون                          | أفضل أداء لممثلة مساعدة             | أسلاف جدي        | مرشح  |
| 2012  | جوائز المجلة السياسية                                 | الممثلة التلفزيونية بالعام          | المدينة المفقودة | مرشح  |
| 2013  | جوائز تلفزيون أنطاليا                                 | أفضل ممثلة بالمسلسلات الدرامية      | المدينة المفقودة | مرشح  |
| 2013  | جوائز كريستال فار الثانية                             | أفضل ممثلة مسلسلات                  | المدينة المفقودة | مرشح  |
| 2013  | Elle Style Awards Türkiye                             | ممثلة إيلي ستايل                    | ليبقى في بيننا   | مرشح  |
| 2013  | مدرسة الفنون الجميلة لمعمار سنان الثانوية             | أفضل ممثلة                          | ليبقى في بيننا   | فازت  |
| 2014  | جوائز المجلة السياسية                                 | أفضل ممثلة تلفزيونية بالعام         | ليبقى في بيننا   | مرشح  |
| 2014  | جريدة أياكلي                                          | أفضل ممثلة مساعدة بالمسلسل الكوميدي | ليبقى في بيننا   | فازت  |
| 2014  | جوائز كريستال فار                                     | أفضل ممثلة                          | ليبقى في بيننا   | مرشح  |

## وصلات خارجية
- غوكتشه بهادر على موقع IMDb (الإنجليزية)
- غوكتشه بهادر على موقع ألو سيني (الفرنسية)
- غوكتشه بهادر على موقع ميوزك برينز (الإنجليزية)
- غوكتشه بهادر على موقع قاعدة بيانات الفيلم (الإنجليزية)
- غوكتشه بهادر على موقع كينوبويسك (الروسية)

•غوكتشه بهادر في قاعدة البيانات على الإنترنت
•غوكتشه بهادر في السينما التركية [التركية]